# Achille D'Havet
Achille D'Havet, italijanski general, * 24. marec 1888, † 21. april 1966.